# Jernail Hayes
Jernail Hayes (Estados Unidos, 8 de julio de 1988) es una atleta estadounidense especializada en la prueba de 4x400 m, en la que consiguió ser subcampeona mundial en pista cubierta en 2012.

## Carrera deportiva
En el Campeonato Mundial de Atletismo en Pista Cubierta de 2012 ganó la medalla de plata en los relevos de 4x400 metros, llegando a meta en un tiempo de 3:28.79 segundos, tras Reino Unido y por delante de Rusia (bronce).